# Shaydie
Pour les articles homonymes, voir De Geus.
Shaydie (de son vrai nom Saskia De Geus) est une chanteuse et danseuse néerlandaise. Elle se fait connaître du grand public en chantant pour le producteur néerlandais, à l'époque happy hardcore, Paul Elstak, durant les années 1990 ; elle est également apparue dans les vidéoclips de quatre de ses plus grands succès, Luv U More, Rainbow In The Sky, Don't Leave Me Alone, et The Promised Land. Elle sort par la suite un single en solo intitulé Always Forever. Plus récemment, en 2010, elle apparaît lors d'une soirée Back to the 90's.

## Biographie

### Débuts
Saskia débute dans la danse classique, sa grande passion, et se produit fréquemment dans les petites entreprises et théâtres. Elle s'associe par la suite à de nombreux artistes et groupes tels que Blitz, Cats International, Forze DJ Team, Usha, Johnny Kelvin, Paul Elstak, et Talk of the Town. Au printemps 1995, sa popularité augmente auprès du grand public en chantant dans des musiques happy hardcore composées par Paul Elstak, qui atteignent par la suite les classements musicaux néerlandais dont Life Is Like a Dance, Luv U More, Rainbow In The Sky, Don't Leave Me Alone, The Promised Land, Rave On, et Unity. À cette époque, elle s'associe avec Paul Elstak, Koen Groeneveld, Addy van der Zwan et Jan Voermans, les trois membres de Klubbheads.

### Succès
En juin 1995, elle chante pour la première fois pour Paul Elstak dans le titre Luv U More. Le single est un grand succès et se classe à la deuxième place du Dutch Top 40. Le vidéoclip de cette chanson, ainsi que les autres qui ont succédé, a été créé par Maurice Steenbergen, compositeur du titre Poing. Par la suite, elle chante dans le titre Rainbow In The Sky qui atteint la troisième place du Dutch Top 40 et Don't Leave Me Alone qui atteint la deuxième place.
Après la sortie du single The Promised Land, elle quitte le domaine musical car elle considère ne pas pouvoir concilier musique et études. Paul Elstak, de son côté, retourne dans la scène gabber en 1997. Au printemps cette même année, Shaydie sort un single en solo intitulé Always Forever produit par Svenson et Gielen et distribué par le label discographique belge Antler-Subway. Elle contribue brièvement au single Overdose de Snack.
En 2011, elle revient chanter aux côtés de Paul Elstak pour le générique du film tiré de la série New Kids, New Kids Turbo ; cette piste de la bande originale du film est intitulée Turbo.